# بلبل أسخم الرأس
بلبل أسخم الرأس (الاسم العلمي: Pycnonotus aurigaster) (بالإنجليزية: Sooty-headed Bulbul)‏ هو نوع من الطيور يتبع جنس البلبل من فصيلة البلابل.